# Alfred Kubin

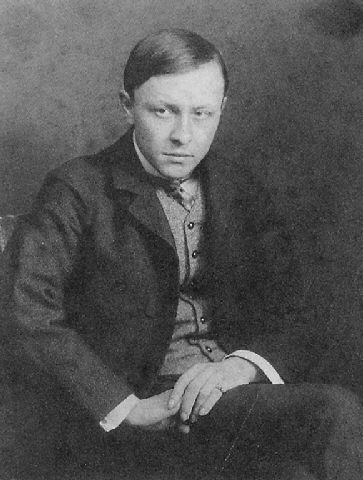
Alfred Kubin. Fotografia de Nicola Perscheid, 1904.

Alfred Leopold Isidor Kubin (Litoměřice, Boêmia, 10 de abril de 1877 – Zwickledt, Wernstein am Inn, 20 de agosto de 1959) foi um ilustrador expressionista austríaco e escritor ocasional. É considerado um importante representante do Expressionismo e do Simbolismo.

## Biografia
Kubin nasceu em Litoměřice, Boêmia, que então era parte do Império austro-húngaro. De 1892 até 1896 estudou fotografia de paisagem com Alois Beer, ainda que tenha aprendido pouco. Em 1896, ele tentou o suicídio no túmulo de sua mãe. Um curto período no exército austríaco terminou com um colapso nervoso.
Entre 1898 e 1901, Kubin estudou na escola de arte Schmitt Reutte e na Academia de Munique.
Em 1902 começou a colaborar com a revista satírica Simplicissimus. Esse mesmo ano expõe em Berlim  e publica a sua primeira recopilação de desenhos no ano seguinte. Produziu um pequeno número de pinturas ao óleo entre 1902 e 1910. Começaram a predominar na sua produção outras técnicas, o desenho com caneta a tinta chinesa tornou-se o meio favorito, também realizou aquarelas, e litografias. Viajava, sobretudo a Paris, e travou uma grande amizade com Franz Kafka.
Em 1911 participou junto aos seus amigos Paul Klee e Franz Marc na exposição de Der Blaue Reiter.
No Expressionismo destacou-se pelas suas fantasias obscuras, espectrais e simbólicas (normalmente relacionadas por séries temáticas). Encontraram-se influências, especialmente nas suas obras iniciais, de artistas como Francisco de Goya, James Ensor e Max Klinger.
Como Oskar Kokoschka e Albert Paris Gütersloh, Kubin compartilhou o talento para as artes plásticas com o literário. Ilustrou obras de Edgar Allan Poe, E.T.A. Hoffmann, Fiódor Dostoiévski, entre outros. É também autor de numerosos livros, o mais conhecido de eles é o seu romance Die Andere Seite (O outro lado) (1909), uma distopia apocalíptica de atmosfera claustrofóbica e absurda, com reminiscências dos últimos escritos de Kafka. Este romance é considerado como uma das obras-primas da literatura fantástica em língua alemã; assim o qualificaram reputados autores, como Hermann Hesse que a situa a meio caminho entre Meyrink, Poe e Kafka.
De 1906 até a sua morte, levou uma vida retirada num castelo do século XII em Zwickledt. Kubin foi premiado com o prêmio do Grande Estado Austríaco em 1951, e com a condecoração Austríaca das Ciências e das Artes em 1957. Em 1938, após o Anschluss da Áustria, a Alemanha nazista declarou a sua obra "arte degenerada", mas ele conseguiu continuar a trabalhar durante Segunda Guerra Mundial.
Kubin foi uma influência determinante num dos cineastas mais inovadores e representativos do expressionismo: Murnau sentia fascinação pela obra de Kubin e em especial pelo seu uso irreal da luz. A magia de muitas das suas gravuras e desenhos está de fato na iluminação procedente de fontes de luz impossíveis e ilógicas. Numa cena do Fausto de Murnau é copiada literalmente uma das ilustrações do romance de Kubin "O outro lado": a casa da mãe de Margarita estranhamente iluminada pela noite. Algo similar ocorre numa cena da rua em Nosferatu, também cópia de outra ilustração do mesmo livro.
Pela sua capacidade onírica, Kubin foi considerado também de grande influência nos pintores surrealistas, entre outros em Salvador Dalí.

## Galeria

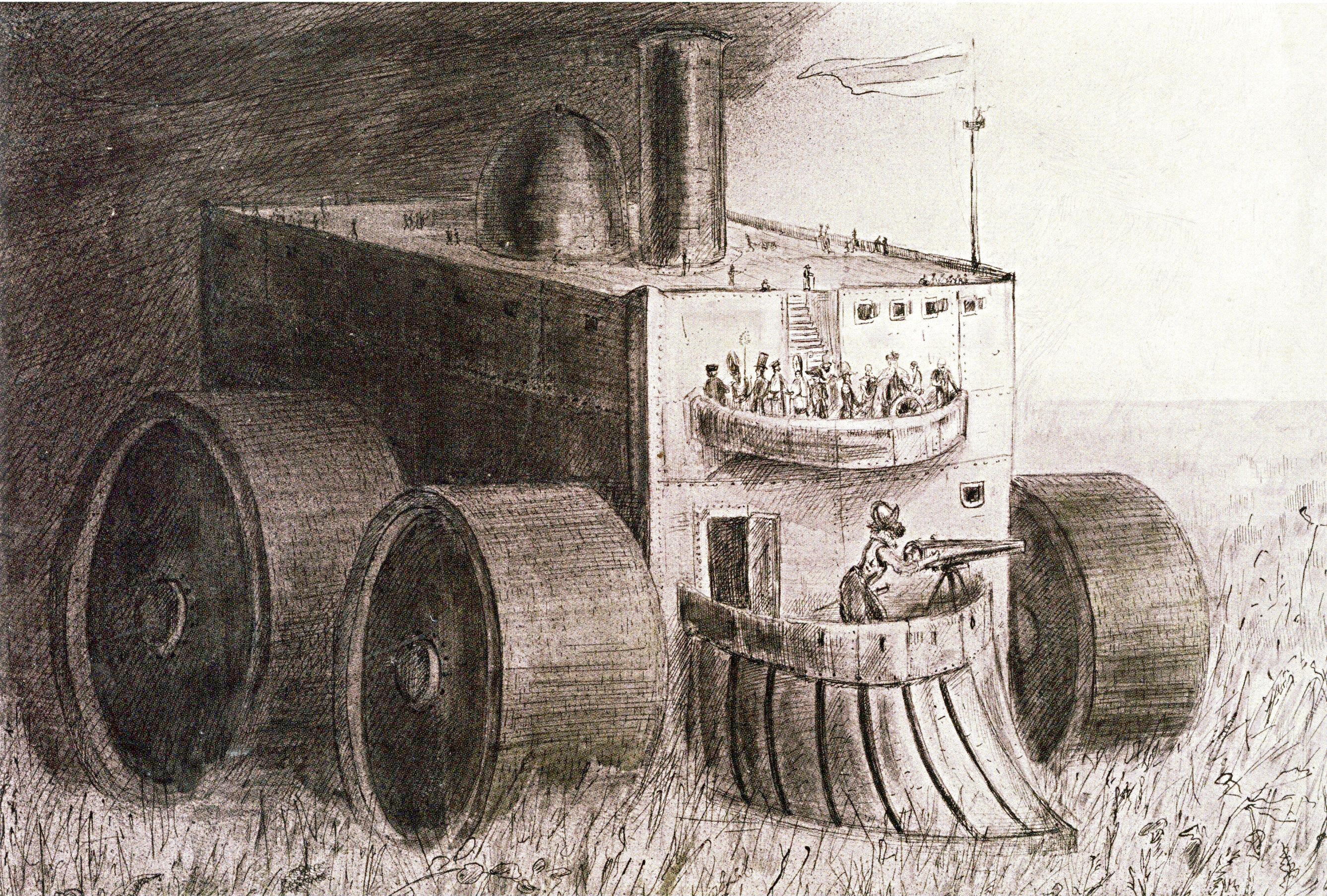
O Estado (1899–1900)
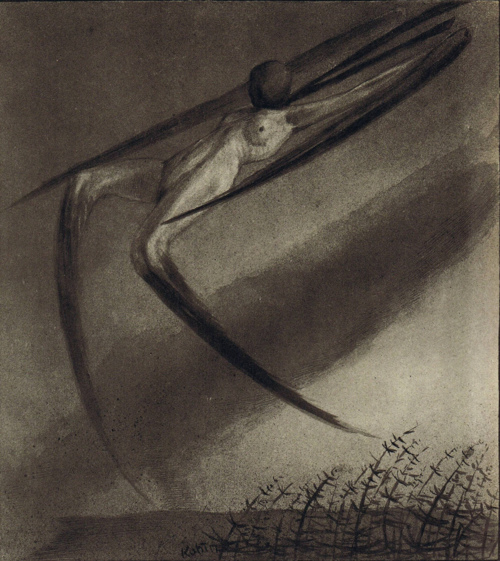
Um sonho nos visita todas as noites (1900)
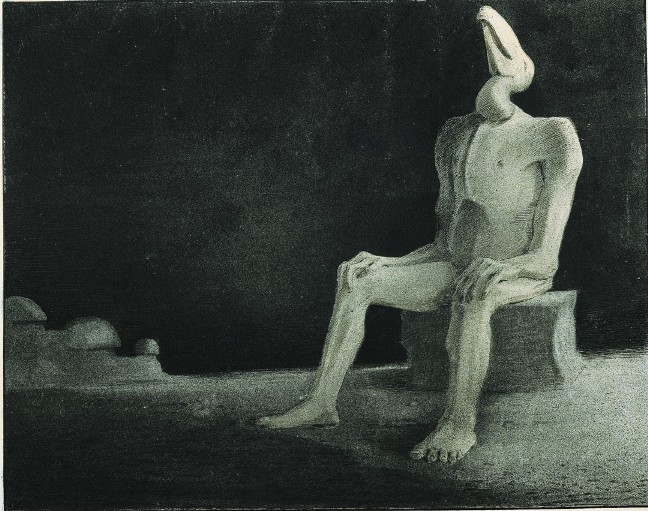
O Passado Esquecido Engolido (1901)
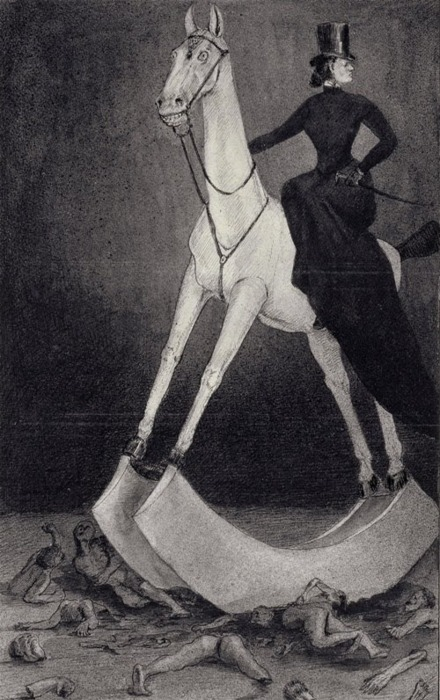
A Dama do Cavalo (1901), caneta, tinta, lavagem e spray
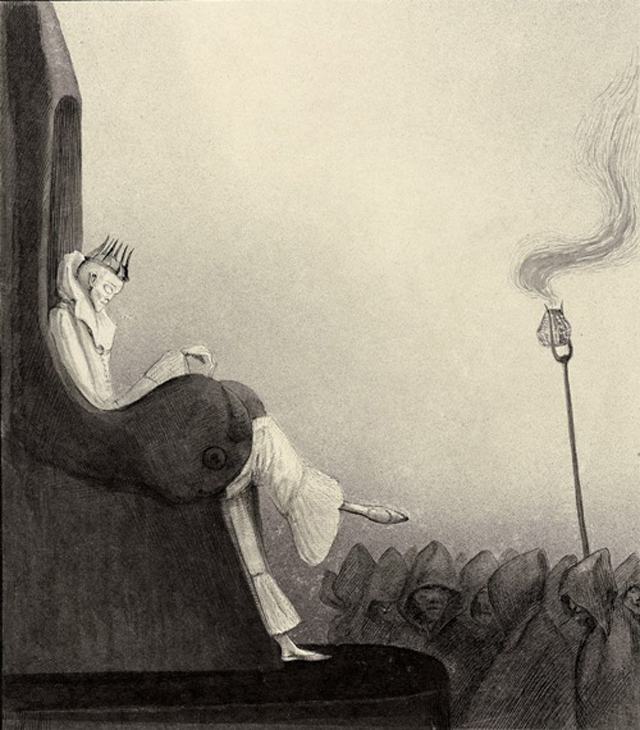
O Último Rei (1902)
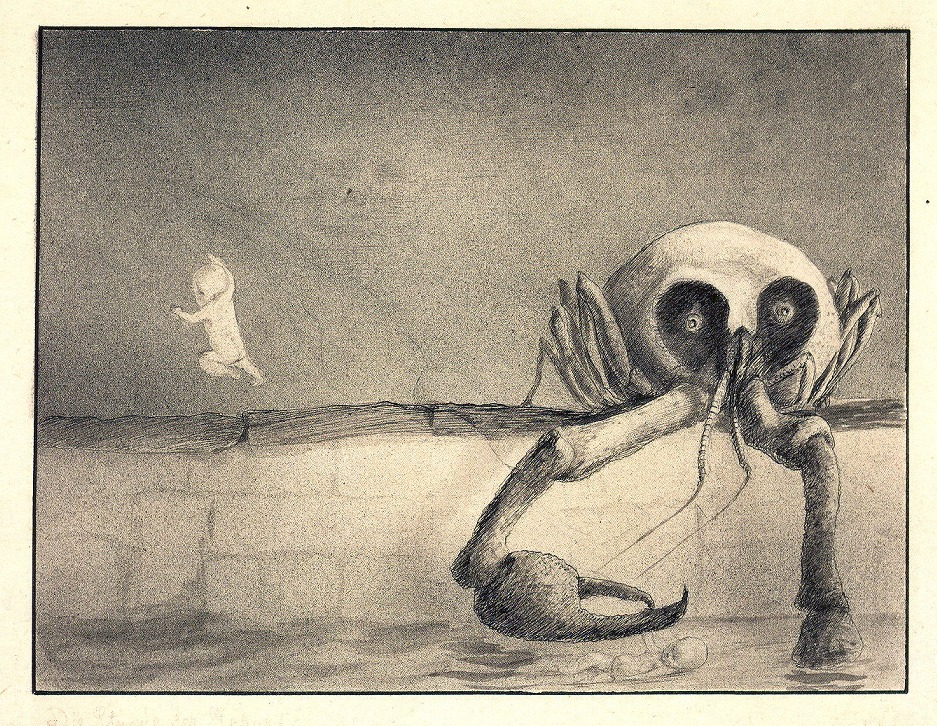
O Momento do Nascimento (1902)
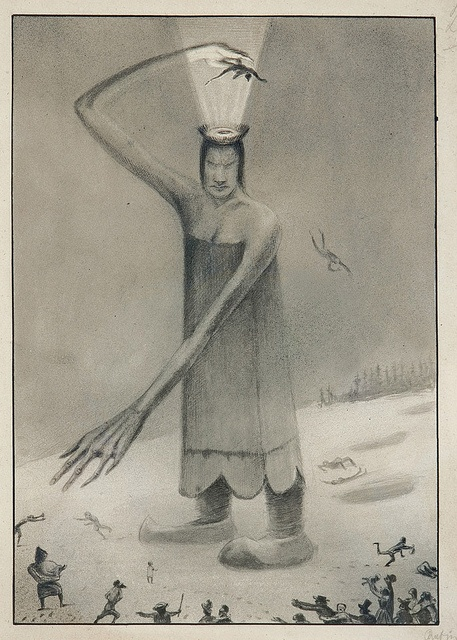
Conto de fadas siberiano (1902)
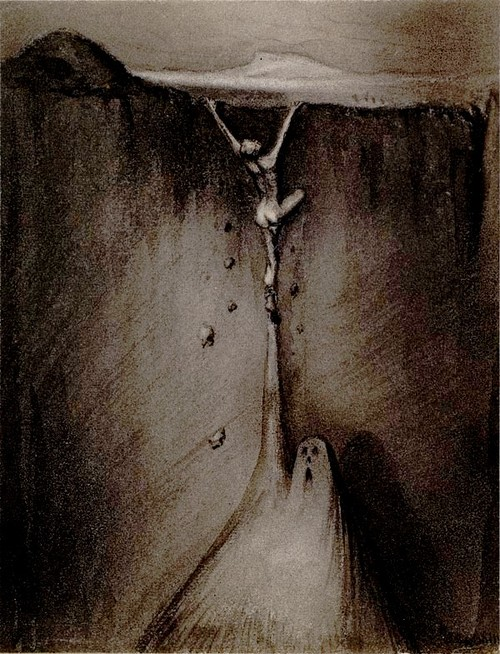
Angústia (1903)
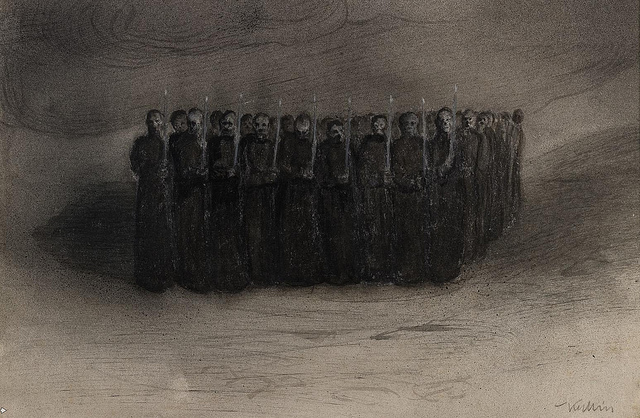
Missa Negra (1905)

## Obra
Kubin publicou os seguintes textos literários:
- Die Andere Seite ("O outro lado"), romance, em 1909.
- Der Guckkasten ("Câmara clara"), novelas reunidas num livreto, em 1925.
- Aus meiner Werkstatt ("Do meu ateliê"). Informações sobre materiais e técnicas artísticas que empregava no trabalho de pintura.
- Dämonen und Nachtgesichte ("Demônios e rostos noturnos"). Berlim, 1926. Inclui 130 reproduções de obras de diversas fases de criação. O prefácio contém comentários autobiográficos.
- Vom Schreibtisch eines Zeichners ("Da escrivaninha de um desenhista"), 1939. Coletânea de textos esparsos,
- Aus meinem Leben ("Minha Vida"). livreto publicado postumamente, em 1970.

### Obras Ilustradas
- Honoré de Balzac, "Mystische Geschichten", Müller, 1920, 20 ilustrações.
- Jules Amédée Barbey d'Aurevilly, "Teufelskinder", 1921.
- Gottfried August Bürger, "Barão de Münchhausen", 1947.
- Nikolai Gogol, "Der Mantel", 1949.
- E. T. A. Hoffmann, "Nachtstücke", 1913, 48 ilustrações.